# Salix alba var. vitellina
Salix alba subsp. vitellina é uma variedade de planta com flor pertencente à família Salicaceae. 
A autoridade científica da variedade é (L.) Ser., tendo sido publicada em Essai Saules Suisse 83 (1815).

## Portugal
Trata-se de uma variedade presente no território português, nomeadamente em Portugal Continental.
Em termos de naturalidade é nativa da região atrás indicada.

## Protecção
Não se encontra protegida por legislação portuguesa ou da Comunidade Europeia.